# نیو-آنروین
نیو-آنروین (به هلندی: Nieuw Annerveen) یک منطقهٔ مسکونی در هلند است که در آ ان هونزه واقع شده‌است. نیو-آنروین ۱۲۳ نفر جمعیت دارد.